# Хаг-ан-дер-Ампер
Хаг-ан-дер-Ампер (нем. Haag an der Amper) — община в Германии, в земле Бавария. 
Подчиняется административному округу Верхняя Бавария. Входит в состав района Фрайзинг.  Население составляет 2869 человек (на 31 декабря 2010 года). Занимает площадь 21,70 км².